# 里德凯尔克

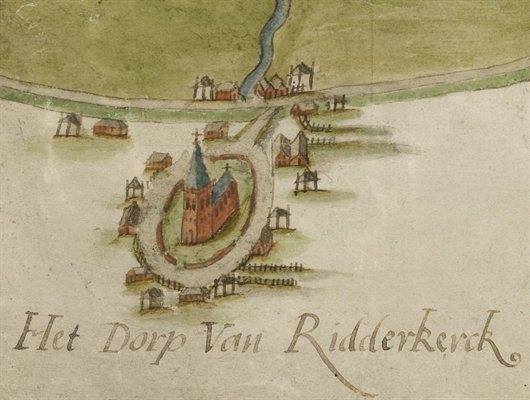
1584年的里德凯尔克

里德凯尔克（荷蘭語：Ridderkerk，荷蘭語發音：[ˈrɪ.dərˌkɛrk] ⓘ）是荷兰南荷兰省的一个市镇。2010年市镇人口44,886，面积25.10 km²，其中1.35 km² 为水域。